# Luxemburg az 1948. évi nyári olimpiai játékokon
Luxemburg a nagy-britanniai Londonban megrendezett 1948. évi nyári olimpiai játékok egyik részt vevő nemzete volt.